# Jean Dytar
Jean Dytar est un auteur français de bande dessinée, né en 1980.

## Biographie
Jean Dytar est diplômé de la faculté d'Arts plastiques de Saint-Étienne. Agrégé d'arts plastiques, il enseigne durant une dizaine d'années avant de se consacrer à plein temps à la bande dessinée.
Dans son premier album, Le Sourire des marionnettes, il transpose au cœur de l’Iran du XIe siècle une réflexion sur le déterminisme religieux et la liberté humaine et « conte l’histoire d’Omar Khayyâm, qui ne cesse de lutter contre l’aliénation et l’instrumentalisation de la religion ». En 2014, il explore dans La Vision de Bacchus l’univers des peintres de la Renaissance vénitienne.
En 2018, il aborde dans son troisième album, Florida, des projets coloniaux français et anglais en Amérique du Nord au temps des guerres de religion, en s'inspirant de la vie du cartographe et illustrateur français Jacques Le Moyne de Morgues. L'ouvrage s'inspire également de l'histoire des gravures de la Collection Théodore de Bry. La postface est écrite par Franck Lestringant, professeur de littérature de la Renaissance à l’Université Paris-Sorbonne et auteur de nombreux ouvrages sur la littérature des guerres de religion et sur les expéditions pour le Nouveau Monde.

## Œuvres

### Bandes dessinées
Sauf indication contraire, Jean Dytar est à la fois scénariste et dessinateur.
- 2009 : Le Sourire des marionnettes, Éditions Delcourt, collection « Mirages », 124 pages,  (ISBN 978-2-7560-1378-7).
  - Nouvelle édition en 2016 dans une nouvelle version.
- 2014 : La Vision de Bacchus, Éditions Delcourt, collection « Mirages »,  (ISBN 978-2-7560-2333-5).
- 2018 : Florida, Éditions Delcourt, collection « Mirages », 192 pages,  (ISBN 978-2-413-00978-8)[6].
- 2019 : Les Tableaux de l'ombre, Éditions Delcourt et Louvre Éditions, 72 pages,  (ISBN 978-2-4130-0819-4).
- 2021 : #J'Accuse...!, Delcourt, 312 pages[7].
- 2023 : Les Illuminés, avec Laurent-Frédéric Bollée

## Distinctions
- 2014 : Prix Château de Cheverny de la bande dessinée historique pour La Vision de Bacchus.
- 2014 : Prix Ouest-France - Quai des Bulles pour La Vision de Bacchus
- 2018 : Prix Cases d'Histoire pour Florida[8]
- 2022 : Prix Bulles d'Humanité pour #J'Accuse...![9]
- 2022 : Prix BD Historique Fondation Pierre Lafue/ Histoire de lire pour #J'Accuse...![9]

## Exposition
Une exposition consacrée à l’œuvre Les Illuminés est présentée entre le 5 juillet 2024 et le 22 septembre 2024 à la maison des ailleurs, à Charleville-Mézières, en France. Elle décrit l'histoire de l'écriture du recueil Les Illuminations d'Arthur Rimbaud, relatée par la bande dessinée de Jean Dytar et Laurent-Frédéric Bollée, au moyen de reproductions en grand format de planches de cette dernière, accompagnées d'œuvres d'autres artistes.